# Metro footy
Il Metro footy (o Metro Rules Footy) è una versione modificata del football australiano, giocata su campi da football americano, rugby o calcio, principalmente negli Stati Uniti d'America. Le ragioni della diffusione del Metro Footy sono dovute in parte alla mancanza di campi grandi abbastanza per il vero football australiano, ma anche il permettere di disputare partite a livello competitivo con un minor numero di giocatori e aumentare così le possibilità di reclutamento.
Le squadre sono composte da nove giocatori su un campo di 110 x 50 metri. I club che giocano sono collegate a formazioni di football australiano a 18 giocatori, che partecipano a leghe come la MAAFL o a tornei come l'USAFL National Championships, oppure possono anche offrire visibilità ad atleti che aspirano alla forma classica del football australiano.
Numerosi club della United States Australian Football League partecipano ai tornei di Metro Footy.

## Leghe di Metro Footy
- Arizona Australian Rules Football League (AZAFL)
- Atlanta Metro Footy League
- Baltimore Washington Eagles Metro Competition
- Boston Demons Australian Rules Football Club
- Chicago Australian Football Association
- Dallas Ozball Touch Competition
- Denver Metro Footy League
- Florida Metro Footy League
- Fort Irwin League
- Kansas City Metro Footy League
- Milwaukee Metro League
- Nashville Australian Football League
- New England Metropolitan Australian Rules Football League
- New York Metro Footy League
- North Carolina Metro Footy League (NCAFL)
- Philadelphia Metro Footy League
- Portland Metro Footy League
- San Diego Metro Footy League
- Seattle Metro Footy League
- Southern California Australian Football League (SCAFL)
- Southern Ontario Australian Football League (SOAFL)
- Texas Australian Football League (TXAFL)
- Western Pennsylvania Australian Football Metro League (WPAFML)